# Valérie Boronad
Pour les articles homonymes, voir Boronad.
Valérie Boronad est une femme de lettres française, née le 8 mai 1969 dans le sud de la France.

## Biographie
Valérie Boronad s’adonne très tôt à l’écriture sous des formes diverses: nouvelles, poésies, saynètes... Dans sa jeunesse, elle entretient une correspondance avec Simone de Beauvoir, à qui elle adresse des textes - jusqu'à sa disparition. 
Diplômée de l’Essec et agrégée d’Économie-Gestion, elle est depuis 2008 Directrice du Carré – Pôle Culturel de Ste-Maxime.
Mère de trois enfants, elle est mariée à Philippe Boronad, metteur en scène, comédien. Elle vit sur la presqu’île de Giens.

## Œuvres

### Romans
- Les Constellations du hasard, Belfond, 2008 ;  réédition : Press Pocket, 2010.
- Los Demonios (Belfond, janvier 2009)

### Pièces de théâtre
- Los Demonios, pièce en dramaturgie plurielle, création 2009 (5 mars au 25 avril 2010 au Vingtième Théâtre à Paris)[2].
- Fantasmagorie sylvestre, commande du Parc Naturel Régional du Gâtinais Français.
- Roméo et Juliette, de Shakespeare, adaptation et dramaturgie.
- Le Voyage immobile, pièce en cinq actes.
- Les mille et une façons de raconter une histoire, spectacle interactif de sensibilisation aux arts de la scène. En coécriture avec Philippe Boronad.
- Le voleur de feu, d’après Une saison en enfer et Poésies de Rimbaud. En coécriture avec Philippe Boronad.

## Prix et récompenses
- Prix Carrefour Savoirs 2008[3]
- Finaliste du Prix Emmanuel Roblès
- Prix des bibliothèques du Vaucluse[4].